# Bataille de l'Ailette (1940)
Pour l’article homonyme, voir Bataille de l'Ailette.
Seconde Guerre mondiale,
Bataille de France
Batailles
- Drôle de guerre
- Évacuation des civils de la ligne Maginot
- Mobilisation
- Offensive de la Sarre
- Baie de Heligoland
- Incident de Mechelen
- Plan Jaune
- Plan Dyle
- Luxembourg
- Ében-Émael
- Hannut

- Sedan
- Dinant
- Monthermé
- Givet
- La Horgne
- Gembloux
- Flavion
- Louvain
- Charleroi

- Stonne
- Montcornet
- La Sambre
- Arras

- L'Escaut
- Amiens
- La Lys
- Massacre de Vinkt
- Boulogne-sur-Mer
- Calais
- Poche de Lille
- Massacre du Paradis
- Abbeville
- Dunkerque
- Capitulation belge

- L'Aisne
- L'Ailette
- Opération Paula
- l’Exode
- Pont-de-l'Arche
- Opération Cycle
- Opération Ariel

- Les Alpes
- Vallon du Seuil
- Bombardement de Toulon
- Opération Vado
- La Loire
- Saumur
- La vallée du Rhône
- Bombardements de Marseille
- Menton (Pont-Saint-Louis)
- Combats aériens en Suisse
- Armistice du 22 juin

L’Ailette et le Chemin des Dames connaissent à nouveau, au cours de la bataille de France de 1940, des combats décisifs du 18 mai au 7 juin 1940 pour la route de Paris, sur la Ligne Weygand. La bataille de l'Ailette fait suite à la percée allemande à Sedan dans le secteur de la Meuse.

## Contexte historique
Après la rupture du front français sur la Meuse le 14 mai 1940, la 6e Armée du général Touchon puis la 7e Armée du général Frère sont envoyées s'établir le long de l'Aisne et de l'Ailette afin de s'opposer à l'extension vers le sud de la percée allemande, qui atteint la mer le 20 mai tandis que la majeure partie des forces françaises se retrouve alors encerclée en Belgique et dans le nord de la France.

## Préparatifs
Le 15 mai 1940, le colonel de Gaulle commandant la 4e division cuirassée (4e DCr), en cours de formation, est appelé au Grand Quartier Général, où Doumenc et Georges lui exposent que " Le commandement veut établir un front défensif sur l’Aisne et l’Ailette pour barrer la route de Paris. La 6e armée, commandée par le général Touchon, formée d’unités prélevées dans l’Est, va s’y déployer. Avec la 4e Division Cuirassée, opérant seule en avant dans la région de Laon, il faut gagner le temps nécessaire à cette mise en place."
Le général Weygand, nommé le 17 mai commandant en chef de l'armée française en remplacement du général Gamelin, éparpille les troupes qui lui restent derrière l'Aisne, l'Ailette et la Somme. 
Le 17e Corps d'Armée du général Noël de la 6e Armée arrive sur l'Ailette à partir du 18 mai : 87e division d'infanterie d'Afrique (général Barbeyrac) de Saint-Maurice à gauche et 28e division d'infanterie alpine (général Lestien) à droite. Dès le 21 mai, des attaques ennemies se déclenchent. Le 36e bataillon de chars de combat (Renault FT) puis la 7e division d'infanterie (Hupel) viennent renforcer le dispositif français.

## L'attaque allemande
L'attaque allemande débute le 5 juin 1940 (opération Fall Rot) par un violent bombardement terrestre et aérien. 
Puis trois corps d'armée allemands : le 44e, 18e et le 42e corps, soit 9 divisions, appartenant aux 6. Armee von Reichenau et 9. Armee Strauß du Heeresgruppe B von Bock, se lancent à l'assaut du canal tenu par trois divisions françaises : la 87e division d'infanterie d'Afrique, 7e division d'infanterie et la 28e division d'infanterie alpine, appartenant désormais au 24e corps d'armée Fougère de la 7e Armée Frère (87e DIA) et 17e corps d'armée Noël de la 6e Armée Touchon (7e et 28e DI Alpine).
Les assaillants parviennent à franchir le canal en plusieurs points au prix de lourdes pertes puis à contourner les premières lignes de défenses françaises qui résistent (Guny, Trosly-Loire…), ralentissant considérablement la progression allemande. Les combats sont particulièrement violents au nord dans le secteur de la 87e DIA, à la jonction avec la 23e DI, et au sud dans le secteur de la 28e DI, à la jonction avec la 7e DI. Le 5 juin au soir, l'avancée allemande reste limitée. En certains points, les Allemands ont été rejetés derrière le canal mais la 25e Infanterie Division du 18e corps allemand est parvenue à progresser par Chavignon vers le Chemin des Dames et La Malmaison.
Le 6 juin, la progression allemande reste difficile mais le 18e corps d'armée, durement accroché à Pinon dans le secteur de la 7e DI française, réussit à s'enfoncer vers Soissons : la 290. ID allemande atteint une ligne Vauxaillon - Vauxrezis – Pommiers à l'ouest de la ville et la 25. ID arrive devant Missy-sur-Aisne à l'est avant de franchir l'Aisne dans la soirée.
Le 6 juin au soir, les deux divisions du 17e corps français (7e et 28e) sont dès lors contraintes de se replier au sud de l'Aisne entrainant le repli de la 87e DIA très éprouvée. À gauche, Noyon tombe aux mains du 5e corps allemand le 7 juin au soir. À droite, Soissons est pris par la 290. ID le 8 juin.

## L'amitié entre les anciens adversaires
En juin 1958,  pour le 18e anniversaire de la bataille, une trentaine d'anciens combattants allemands de la 72e division d'infanterie et français du 9e régiment de Zouaves se retrouvent à Trosly-Loire, en présence du général Martin et du colonel Tasse, commandant respectivement la 87e division d'Infanterie d'Afrique et le 9e Zouaves en 1940.
Le 3 mai 1964, après le regroupement des tombes allemandes à La Malmaison sur le Chemin des Dames, une pierre commémorative, apportée des environs de Trêves, est inaugurée à Trosly-Loire. On peut y lire gravé dans l'ardoise en allemand et en français : « À la mémoire de tous les camarades tombés en ces lieux. Notre amitié est née de leur sacrifice.  9e Régiment de Zouaves + 72. Inf.-Division Juni 1940 ».

### Sources bibliographiques
- Les Grandes Unités Françaises - Historiques Succincts, Service Historique de l’Armée de Terre - Volumes 1 à 3, 1967
- Mémoire des hommes - Militaires décédés durant le conflit (1939-1945)
- Site de "France 40 Reconstitution" et portail de l'Union Nationale des Zouaves : en ligne